# Noordelijke kastanjestaartmiervogel
De noordelijke kastanjestaartmiervogel (Sciaphylax castanea) is een zangvogel uit de familie Thamnophilidae (miervogels).

## Verspreiding en leefgebied
Deze soort komt voor in het westen van het Amazonegebied telt twee ondersoorten:
- S. c. castanea: zuidoostelijk Ecuador en noordelijk Peru.
- S. c. castanea centunculorum: zuidelijk Colombia, oostelijk Ecuador en noordoostelijk Peru.